# Universitat Gonzaga
La Universitat Gonzaga (Gonzaga University en anglès i oficialment) és una universitat privada, catòlica, de la Companyia de Jesús (Jesuïtes), situada a Spokane (Washington), als Estats Units d'Amèrica. Forma part de l'Associació d'Universitats Jesuïtes (AJCU), en la qual s'integren les 28 universitats que la Companyia de Jesús dirigeix als Estats Units. Es denomina així en record a Sant Lluís Gonzaga.
Va ser fundada el 1887 pel pare jesuïta Joseph Cataldo, S.J., que volia crear una universitat jesuïta al nord-oest dels Estats Units. El campus inclou 94 edificis en els 131 acres (437,000 m²) que ocupa la universitat al llarg del llit del riu Spokane, en una zona residencial dels afores de Spokane. La Universitat Gonzaga competeix en la Divisió I de la NCAA, en la West Coast Conference. Un dels seus jugadors més destacats en la NBA va ser John Stockton, ex-jugador dels Utah Jazz.